# Parque Industrial Ladrillero
Parque Industrial Ladrillero är en ort i Mexiko.   Den ligger i kommunen Durango och delstaten Durango, i den centrala delen av landet, 700 km nordväst om huvudstaden Mexico City. Parque Industrial Ladrillero ligger 1 889 meter över havet och antalet invånare är 118.
Terrängen runt Parque Industrial Ladrillero är kuperad åt sydost, men åt nordväst är den platt. Runt Parque Industrial Ladrillero är det ganska tätbefolkat, med 60 invånare per kvadratkilometer. Närmaste större samhälle är Sebastián Lerdo de Tejada, 17,5 km väster om Parque Industrial Ladrillero. Omgivningarna runt Parque Industrial Ladrillero är i huvudsak ett öppet busklandskap.